# Grawa-Wasserfall

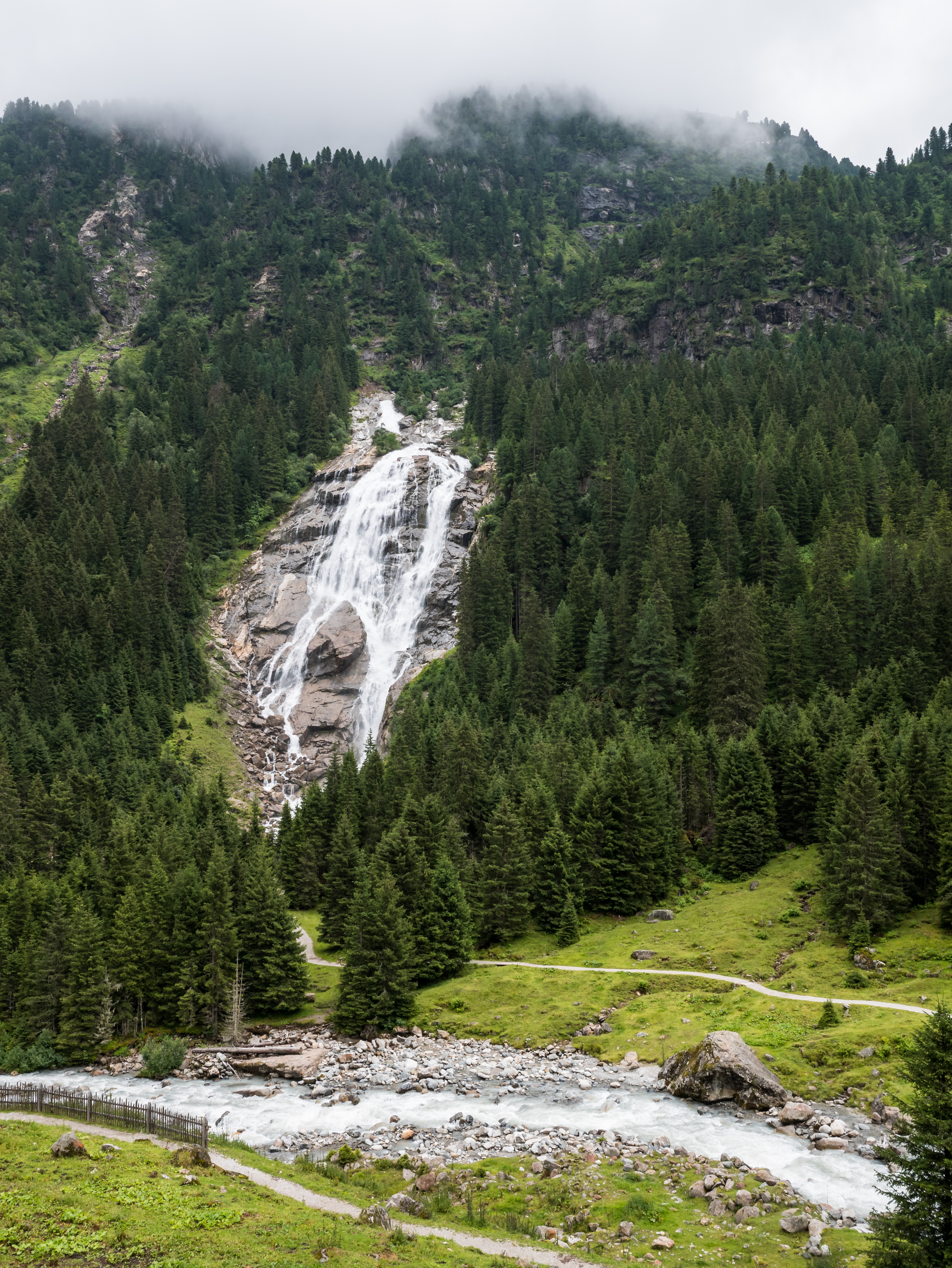
Grawa-Wasserfall

Der Grawa-Wasserfall ist ein Wasserfall des Sulzaubaches im hinteren Stubaital (Tirol/Österreich) auf der orografisch rechten Talseite gegenüber der Grawa-Alm (1530 m). Er ist von der Stubaier Landesstraße, die 2,7 km weiter taleinwärts bei der Talstation der Stubaier Gletscherbahn endet, sehr gut einsehbar und über einen kurzen Fußweg erreichbar. Der Grawa-Wasserfall ist mit etwa 85 m der breiteste der gesamten Ostalpen und weist ca. 180 m Fallhöhe auf. Der nicht ganz senkrechte, gebänderte Felsuntergrund lässt seine Kaskaden vielfach zerstäuben und trägt damit zum landschaftlichen Reiz bei.
Der Grawa-Wasserfall wurde 1979 gemäß Tiroler Naturschutzgesetz zum Naturdenkmal erklärt und liegt im Landschaftsschutzgebiet Serles-Habicht-Zuckerhütl. Der Sulzaubach, der den Wasserfall bildet, wird von den mächtigsten Gletschern im Einzugsbereich der Ruetz, nämlich dem Sulzenauferner, der Fernerstube und dem Grünauferner gespeist und hat daher die charakteristischen Eigenschaften und das Abflussverhalten eines Gletscherbaches in ausgeprägter Form. Gletscherbäche sind sehr unwirtliche Ökosysteme, immer kalt, mit hoher Fließgeschwindigkeit und jahres- und tageszeitlich stark wechselndem Durchfluss. Daher weisen sie eine hoch spezialisierte Fauna und Begleitflora bei vergleichsweise geringer Biomasse auf. Im Bereich des Wasserfalls selbst dürften aufgrund der extremen Verhältnisse kaum aquatische Insekten oder andere Wassertiere vorkommen.
Der umgebende Wald wird von einem gemischten Fichten- und Zirbenbestand gebildet, mit einzelnen Erlen- und Birkengruppen und dem für diese Höhenlage und Nordwestexposition typischen Unterwuchs aus Moosen und Beerensträuchern. Der feine Wasserstaub aus den Kaskaden ermöglicht das Gedeihen einer standorttypischen Feuchtgebietsflora, deren flechtenbewachsene Bäume an einen Regenwald erinnern.
An der westlichen (linken) Uferkante des Wasserfalls wurde 2007–2008 im Zuge des Stubaier WildeWasserWeges ein Aufstieg mit zwei Aussichtsplattformen errichtet.